# سس تاباسکو
تاباسکو (به اسپانیایی: Tabasco sauce) نام تجاری نوعی سس فلفل تند است. سس تاباسکو در بسیاری از کشورها جزو چاشنی‌های بسیار معروف است و در بیشتر خانه‌ها استفاده می‌شود. تاباسکو را از فلفل قرمز، سرکه، آب و نمک درست می‌کنند و در بشکه‌هایی از چوب بلوط سفید عمل می‌آورند.
با اینکه کارخانه اصلی تاباسکو امروزه در لوئیزیانای آمریکاست ولی نام آن از منطقه تاباسکو در مکزیک گرفته شده است.
سس تاباسکو در ۱۶۰ کشور جهان به فروش می‌رسد و در ۲۱ زبان و گویش بسته‌بندی می‌شود. هر روزه در کارخانه آن در جزیره اَوِری لوئیزیانا ۷۰۰،۰۰۰ شیشه سس تاباسکو تولید می‌شود.

## نگارخانه

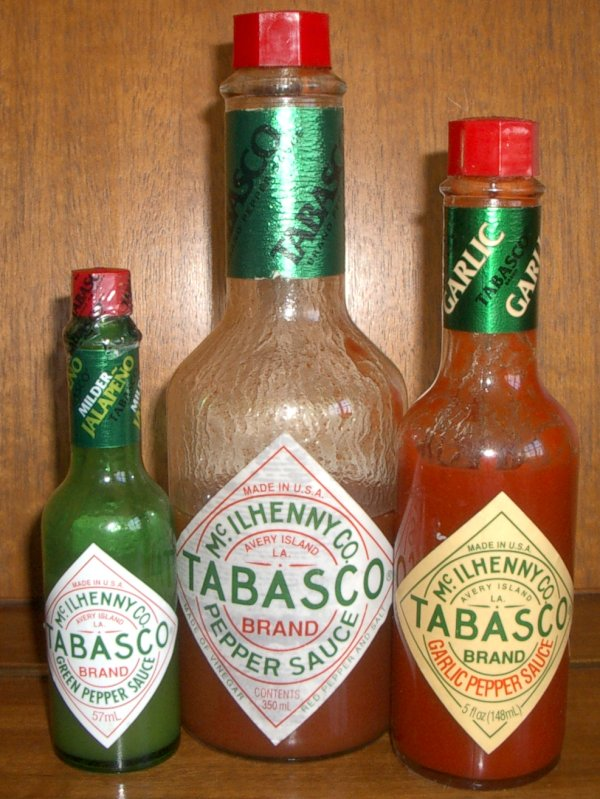
تاباسکوی سیر، فلفل و فلفل سبز
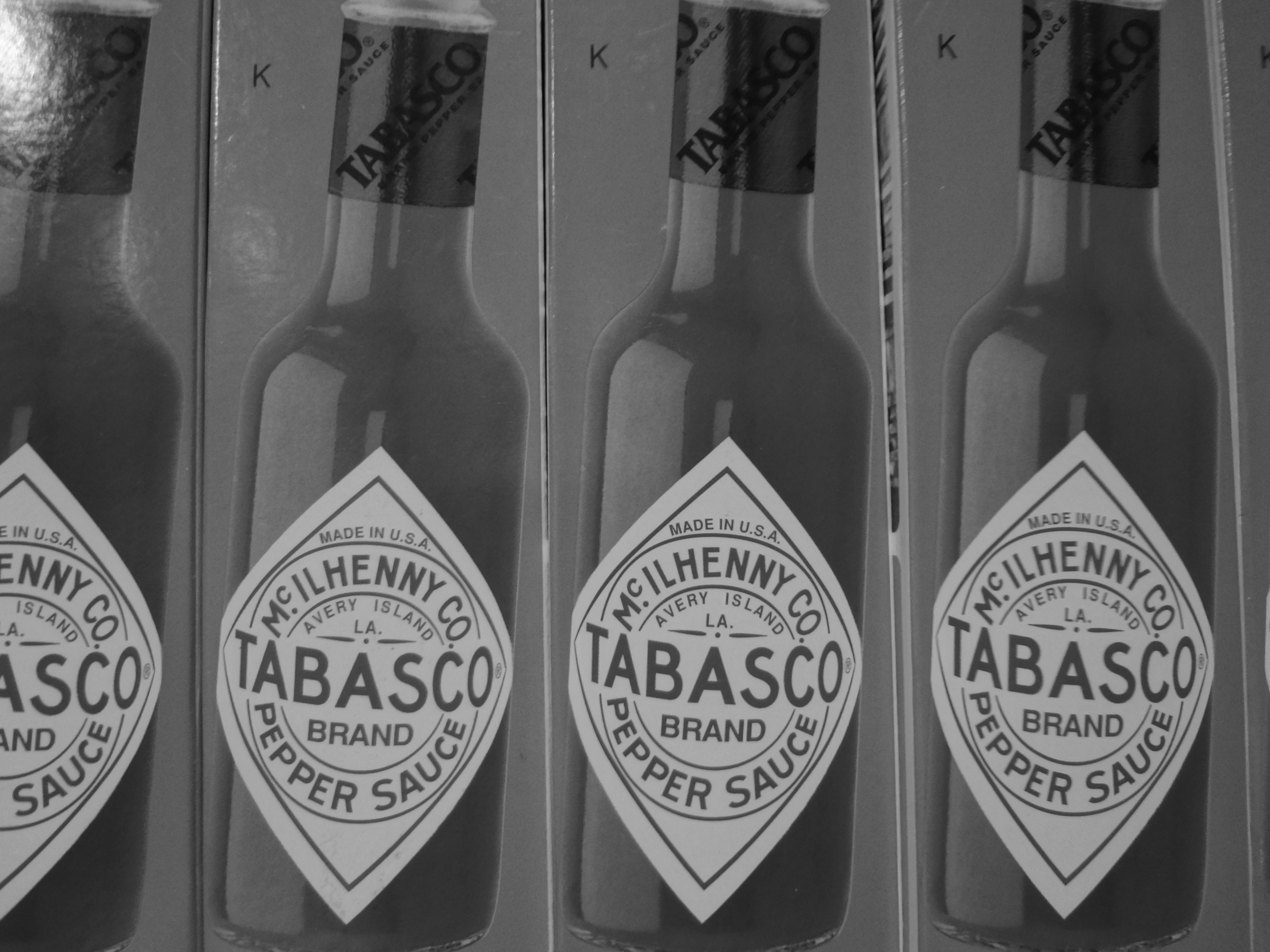